# Шалинский могильник
Шалинский могильник – археологический памятник древней мордвы VIII-XII вв. Находится на месте села Шалы в Атюрьевском районе Республики Мордовия на пологом склоне первой надпойменной террасы левого берега р. Ляча. Был открыт случайно во время строительных работ. Его первым исследователем стал профессор кафедры дореволюционной истории МГУ им. Н.П. Огарева, доцент Иван Петербургский; осмотр и описание были сделаны в 2013 году. Примерная площадь памятника составляет 0,4 га. В 2016 году экспедиция под руководством научного сотрудника НИИГН в Мордовии А.С. Пронина проводила археологические раскопки на территории могильника; исследователи отдела археологии вскрыли около 70 квадратных метров грунта.  
Было обнаружено девять погребений, в основном женских. Найдены бронзовые изделия – височные подвески с бипирамидальными грузиками, сюльгамы, трапециевидные подвески, спиралевидные браслеты, а также так называемая салтовская серьга, свидетельствующая о торгово-экономических связях мордвы с населением Подонья и Предкавказья. Также в разрушенных погребениях были обнаружены 12 предметов: два топора, наконечник копья, нагрудная бляха, бубенчик, 3 сюльгамы, 6 браслетов, 3 наконечника стрел, поясной набор (22 детали отпоясного набора), 14 фрагментов украшений обуви. Стационарные раскопки памятника ранее не производились. На момент проведения полевых работ на поверхности могильника отмечалось большое количество грабительских ям. Контуры могильных ям прослеживались под слоем темно-серой супеси на глубине 40–60 см от уровня дневной поверхности.
Среди других находок также обнаружились миниатюрные глиняные лепные сосуды и другие керамические изделия. Вещевой комплекс относится к VIII–XI вв.; ориентировка погребений позволила этнически отнести памятник к наследию мокши.